# Janez Čop (biolog)
Janez Čop, slovenski biolog, * 10. avgust 1927, Jesenice, † julij 2019.

## Življenje in delo
Po diplomi na Prirodoslovno-matematično-filozofski fakulteti v Ljubljani (1956) je postal 1957 raziskovalni svetnik na Inštitutu za gozdno in lesno gospodarstvo LRS. V strokovnem delu se je posvetil proučevanju biologije lovne divjadi in razmerjem med divjadjo in gozdom, raziskoval pa je tudi vplive velikih zveri na populacijo srnjadi in jelenadi. Po letu 1970 pa je spremljal ponovno naselitev risa v Sloveniji.
Pokopan je na Blejski Dobravi.